# اساس‌نهی (متافیزیک)
اساس‌نَهی (پی‌ریزی، بنیان‌نهی، گراندینگ) (به انگلیسی: grounding) موضوعیست در متافیزیک. می‌گویند چیزی چیز دیگری را «بنیان می نهد»، اگر اولی به نحوی وجود یا ویژگیهایی از دومی را ایجاب کند.

## بررسی اجمالی
به‌طور معمول بین روابط پی‌ریزی و سایر روابط وابستگی مانند علیت یا تحقق تمایز قایل می‌شوند. پی‌ریزی معمولاً نوعی تعیین یا اولویت غیر علّی تلقی می‌شود.
به عقیده برخی از طرفداران این ایده، چیزهایی که کمتر بنیادین هستند در چیزهای بنیادین تر اساس‌نهی شده‌اند. برای نمونه، بسیاری می‌گویند ذرات فیزیکی بنیادین تر از میزها، گربه‌ها، کوه‌ها و سایر اجسام بزرگ و مرکب (به انگلیسی: composite) هستند. برخی می‌گویند که ذرات فیزیکی اجسام بزرگ و مرکب را بنیان می‌نهند. یا، می‌گویند که حقایق مربوط به ذرات فیزیکی حقایق مربوط به اشیاء بزرگ و مرکب را بنیان می‌نهند. این را مبنایی بر توضیح مستقیم (به انگلیسی: direct explanation) می‌دانند: دلیل وجود یک شی مرکب بزرگ، واقعیتهای مربوط به ذرات است.

## نقش در هستی‌شناسی نئو-ارسطویی
طبق رویکرد نئو-ارسطویی به هستی‌شناسی، هدف هستی‌شناسی تعیین این است که کدام موجودات بنیادین هستند و چگونه چیزهای نابنیادین به آنها وابسته اند. بنیادین بودن (به انگلیسی: fundamentality) را می‌توان با توجه به اساس‌نهی بیان کرد. به عنوان نمونه، از نظر ارسطو، جواهر (به انگلیسی: substances) بالاترین درجه بنیادین بودن را دارد زیرا به خودی خود وجود دارند. از سوی دیگر، خواص (به انگلیسی: properties) کمتر بنیادین هستند، چرا که وجودشان به جواهر وابسته است. در این مثال، خواص در جواهر اساس‌نهی شده‌اند.

## نقش در نظریه صدق‌سازی
مفهوم اساس‌نهی برای تجزیه و تحلیل رابطهٔ صدق‌سازان (truthmakers) صدق‌بَران (truthbearers) استفاده شده‌است. ایده اصلی این است که صدق‌بَران (مانند باورها، جملات یا گزاره‌ها) ذاتاً درست یا غلط نیستند بلکه صدق آنها به چیز دیگری بستگی دارد. به عنوان مثال، صدق این باور (belief) که آب در صفر درجه سانتیگراد یخ می‌زند بر مبنای این حقیقت (fact) استوار است که آب در صفر درجه سانتیگراد یخ می‌زند. در این مثال، حقیقتِ انجماد صدق‌ساز باورِ انجماد است. به تببین مفهوم اساس‌نهی: صدق باورِ انجماد در وجود حقیقتِ انجماد استوار است.